# Thủy ngân(II) bromide
Thủy ngân(II) bromide hay bromide thủy ngân là một hợp chất hóa học bao gồm thủy ngân và brom với công thức HgBr2, tồn tại dưới dạng một chất rắn tinh thể màu trắng, dùng làm chất phản ứng trong phòng thí nghiệm. Như thủy ngân(II) chloride, đây là một hợp chất cực kỳ độc.

## Điều chế
Thủy ngân(II) bromide có thể được tạo ra bằng cách: thêm kali bromide vào một dung dịch muối thủy ngân và cho kết tinh, tinh thể hóa; bằng kết tủa dùng thủy ngân(II) nitrat và dung dịch natri bromide; bằng cách hòa tan thủy ngân(II) oxide trong dung dịch acid bromhydric. Cũng vậy, thủy ngân(II) bromide có thể được tạo ra từ phản ứng của thủy ngân với brom.

## Phản ứng
Thủy ngân(II) bromide được dùng làm thuốc thử trong phản ứng Koenigs–Knorr, để tạo ra glyxidea liên kết trên cacbohydrat.
Nó cũng được sử dụng để kiểm tra sự tồn tại của asen, theo hướng dẫn trong cuốn Dược điển (Pharmacopoeia). Asen trong mẫu thử nghiệm đầu tiên được biến thành khí arsin bằng cách xử lý với hydro. Arsin phản ứng với thủy ngân(II) bromide:
AsH3 + 3HgBr2 → As(HgBr)3 + 3HBr
Thủy ngân(II) bromide màu trắng sẽ đổi thành màu vàng, nâu, hoặc đen nếu asen tồn tại.
Thủy ngân(II) bromide phản ứng dữ dội với inđi nguyên tố ở nhiệt độ cao và khi tiếp xúc với kali, có thể tạo thành hỗn hợp nhạy nổ.

## Hợp chất khác
HgBr2 còn tạo một số hợp chất với NH3, như HgBr2·2NH3 là bột màu trắng.
HgBr2 còn tạo một số hợp chất với N2H4, như HgBr2·N2H4 là chất rắn màu trắng.
HgBr2 còn tạo một số hợp chất với CSN3H5, như HgBr2·2CSN3H5 là tinh thể không màu, D = 2,98 g/cm³.
HgBr2 còn tạo một số hợp chất với CSe(NH2)2, như HgBr2·2CSe(NH2)2 là tinh thể cỡ micromet, màu trắng.